# Качулата манукодия
Качулатата манукодия (Manucodia chalybatus) е вид птица от семейство Райски птици (Paradisaeidae).

## Разпространение и местообитание
Разпространен е в Индонезия и Папуа Нова Гвинея.